# هیزویل (اورگن)
هیزویل (به انگلیسی: Hayesville) یک منطقهٔ مسکونی در ایالات متحده آمریکا است که در شهرستان ماریون، اورگن واقع شده‌است. هیزویل ۱۰٫۲ کیلومتر مربع مساحت و ۱۸٬۲۲۲ نفر جمعیت دارد و ۵۶ متر بالاتر از سطح دریا واقع شده‌است.